# 吳誦芬
吳誦芬，清朝政治人物。安徽祁门縣人。
吳誦芬為舉人出身。道光二十七年（1847年）三月，署任湖南永順府龍山縣知縣。